# Proiecție stereografică

Ilustrare 3D a unei proiecții stereografice de la polul nord pe un plan sub sferă

În geometrie, proiecția stereografică este un caz particular de aplicație (funcție) care proiectează o sferă pe un plan. Proiecția este definită pe întreaga sferă, cu excepția unui punct: punctul de proiecție. Unde este definit, aplicația este o funcție netedă și bijectivă. Ea este și conformă, ceea ce înseamnă că păstrează unghiurile sub care se întâlnesc curbele. Nu este nici izometrică, nici nu conservă ariile: adică nu conservă nici distanțele, nici suprafețele figurilor.
Intuitiv, proiecția stereografică este un mod de a reprezenta sfera pe un plan, cu unele compromisuri inevitabile. Deoarece sfera și planul apar în multe zone ale matematicii și ale aplicațiilor sale, la fel și proiecția stereografică își găsește utilizări în diverse domenii, inclusiv analiza complexă, cartografie, geologie și fotografie. În practică, proiecția este realizată cu un calculator, sau manual folosind un tip special de hârtie milimetrică numită rețea stereografică, ale cărei prescurtări în limba engleză sunt stereonet sau Wulff net.

## Istoric

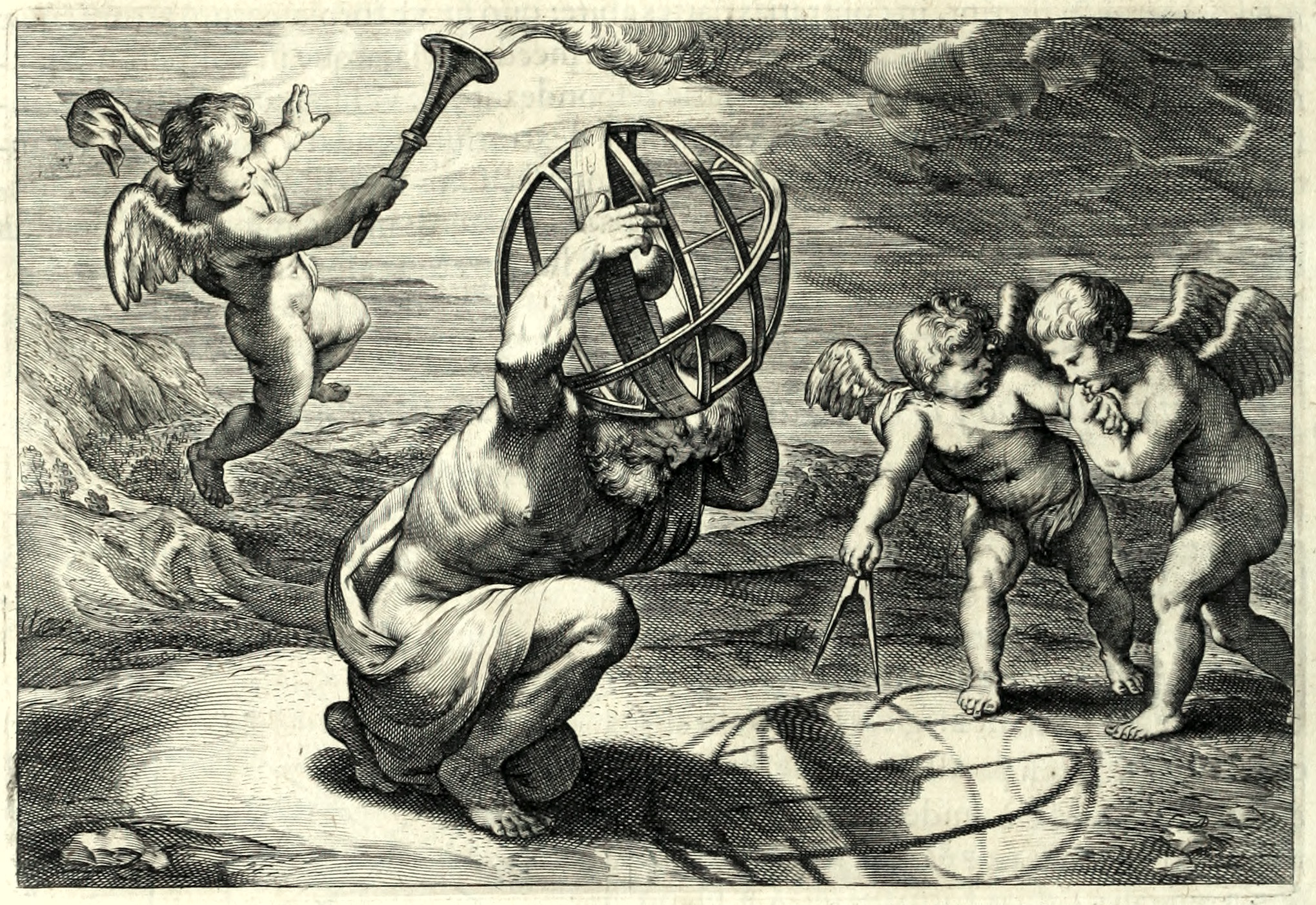
Ilustrație de Rubens pentru Opticorum libri sex philosophis juxta ac mathematicis utiles, de François d'Aguilon, cu principiul unei proiecții generale, a cărui proiecție stereografică este un caz particular

Proiecția stereografică era cunoscută de Hiparh, Ptolemeu și probabil și mai devreme, de egiptenii din antichitate. A fost inițial cunoscut sub numele de proiecția planisferei. Planisphaerium de Ptolemeu este cel mai vechi document care a supraviețuit și care o descrie. Una dintre cele mai importante utilizări a fost reprezentarea hărții cerului. Termenul de planisferă continuă să fie folosit pentru astfel de hărți.
În secolele al XVI-lea și al XVII-lea, aspectul ecuatorial al proiecției stereografice a fost utilizat în mod frecvent pentru hărțile din emisfera estică și vestică. După Snyder, deși el recunoaște că nu a văzut-o personal, se crede că deja harta creată în 1507 de Gualterius Lud a fost în proiecție stereografică, la fel ca și hărțile lui Jean Roze (1542), Rumold Mercator (1595) și multe altele. În hărțile astronomice acest aspect ecuatorial fusese folosit deja de către astronomi antici ca Ptolemeu.
François d'Aguilon a dat proiecției stereografice numele actual în lucrarea sa din 1613 Opticorum libri sex philosophis juxta ac mathematicis utiles (română Șase cărți de optică, utile atât filosofilor, cât și matematicienilor).
În 1695 Edmond Halley, motivat de interesul său pentru hărți ale cerului, a publicat prima demonstrație matematică că acesată hartă este una conformă. El a folosit metodele de calcul recent inventate de prietenul său Isaac Newton.

## Definiție

### Proiecția ecuatorială

Secțiune printr-o sferă unitate ilustrând principiul proiecției stereografice de la polul nord pe planul z = 0

În spațiul tridimensional {\displaystyle \mathbb {R} ^{3}\,}sfera unitate S' este mulțimea punctelor (x, y, z) care satisfac relația {\displaystyle x^{2}+y^{2}+z^{2}=1.\,} Fie punctul {\displaystyle N=(0,0,1)\,} polul nord și {\displaystyle {\mathcal {M}}} restul sferei. Planul {\displaystyle z=0\,} trece prin centrul sferei, iar ecuatorul este intersecția sferei cu acest plan.
Pentru orice punct P de pe {\displaystyle {\mathcal {M}}} dreapta NP intersectează planul {\displaystyle z=0\,} în punctul P′, care este proiecția stereografică a punctului P pe acest plan.
În coordonatele carteziene (x, y, z) pe sferă și (X, Y) pe plan, proiecția și inversa sa sunt date de formulele:
{\displaystyle {\begin{aligned}(X,Y)&=\left({\frac {x}{1-z}},{\frac {y}{1-z}}\right),\\(x,y,z)&=\left({\frac {2X}{1+X^{2}+Y^{2}}},{\frac {2Y}{1+X^{2}+Y^{2}}},{\frac {-1+X^{2}+Y^{2}}{1+X^{2}+Y^{2}}}\right).\end{aligned}}}
În coordonatele sferice, (φ, θ) pe sferă (cu unghiul zenital 0 ≤ φ ≤ π, și azimutul 0 ≤ θ ≤ 2π) și coordonatele polare ((R, Θ) pe plan, proiecția și inversa sa sunt date de formulele:
{\displaystyle {\begin{aligned}(R,\Theta )&=\left({\frac {\sin \varphi }{1-\cos \varphi }},\theta \right)=\left(\cot {\frac {\varphi }{2}},\theta \right),\\(\varphi ,\theta )&=\left(2\arctan {\frac {1}{R}},\Theta \right).\end{aligned}}}
Aici se consideră că {\displaystyle \varphi =\pi \,} când R = 0. Folosind identitățile trigonometrice aceste relații pot avea și alte forme.
În coordonatele cilindrice (r, θ, z) pe sferă și coordonatele polare (R, Θ) pe plan, proiecția și inversa sa sunt date de formulele:
{\displaystyle {\begin{aligned}(R,\Theta )&=\left({\frac {r}{1-z}},\theta \right),\\(r,\theta ,z)&=\left({\frac {2R}{1+R^{2}}},\Theta ,{\frac {R^{2}-1}{R^{2}+1}}\right).\end{aligned}}}

### Alte proiecții

Secțiune printr-o sferă unitate ilustrând proiecția stereografică a sferei unitate din polul nord pe planul z = −1

Unii autori definesc proiecția stereografică din polul nord (0, 0, 1) pe planul z = −1, care este 
tangent la sfera unitate în polul sud (0, 0, −1). Valorile X și Y rezultate din această proiecție sunt exact duble față de cele rezultate din proiecția ecuatorială. De exemplu, în această proiecție ecuatorul apare ca un cerc cu raza 2 și centrul în polul sud. În timp ce proiecția ecuatorială nu produce nicio distorsiune a zonei infinitezimale de-a lungul ecuatorului, această proiecție tangentă la pol nu produce nicio distorsiune a zonei infinitezimale de la polul sud.
Alți autori folosesc o sferă cu raza 1/2 și un plan z = −1/2. În acest caz relațiile devin:
{\displaystyle {\begin{aligned}(x,y,z)\rightarrow (\xi ,\eta )&=\left({\frac {x}{{\frac {1}{2}}-z}},{\frac {y}{{\frac {1}{2}}-z}}\right),\\(\xi ,\eta )\rightarrow (x,y,z)&=\left({\frac {\xi }{1+\xi ^{2}+\eta ^{2}}},{\frac {\eta }{1+\xi ^{2}+\eta ^{2}}},{\frac {-1+\xi ^{2}+\eta ^{2}}{2+2\xi ^{2}+2\eta ^{2}}}\right).\end{aligned}}}

Secțiune printr-o sferă unitate ilustrând proiecția stereografică a sferei unitate din punctul Q pe planul E

În general, se poate defini o proiecție stereografică din orice punct Q de pe sferă pe orice plan E astfel încât:
- E este perpendicular pe diametrul care trece prin Q și
- E nu-l conține pe Q.

Cât timp E satisface aceste condiții, orice punct P altul decât Q se poate proiecta de-a lungul dreptei {\displaystyle {\overline {QP}}\,} pe E în punctul P′, care este prin definiție proiecția stereografică a lui P pe E.

### Generalizări
Mai general, proiecția stereografică poate fi aplicată unei n-sfere unitate Sn în spațiul euclidian (n+1)-dimensional En+1. Dacă Q este un punct al Sn și E un hiperplan în En+1, atunci proiecția stereografcă a punctului {\displaystyle P\in S^{n}-\{Q\}\,} este punctul P′ al intersecției dintre dreapta {\displaystyle {\overline {QP}}\,} cu E. În coordonatele carteziene ({\displaystyle x_{i},i=1,\ldots ,n\,}) pe Sn și {\displaystyle X_{i},i=1,\ldots ,n\,}) pe E, proiecția din {\displaystyle Q=(1,0,0,\ldots ,0)\in S^{n}\,} este dată de:
{\displaystyle X_{i}={\frac {x_{i}}{1-x_{0}}}\quad (i{\text{ de la }}1{\text{ la }}n)}.
Notând
{\displaystyle s^{2}=\sum _{j=1}^{n}X_{j}^{2}={\frac {1+x_{0}}{1-x_{0}}}},
inversa este dată de
{\displaystyle x_{0}={\frac {s^{2}-1}{s^{2}+1}}\quad {\text{ și }}\quad x_{i}={\frac {2X_{i}}{s^{2}+1}}\quad (i{\text{ de la }}1{\text{ la }}n)}.
Mai general, fie S o hipersuprafață cuadrică (nesingulară) în spațiul proiectiv Pn+1, adică S este locul zerourilor formei cvadratice nesingulare {\displaystyle f(x_{0},\ldots ,x_{n+1})\,} în coordonatele omogene xi. Se alege un punct Q pe S și un hiperplan E în Pn+1 fără Q. Atunci proiecția stereografică a punctului P de pe S − {Q} este intersecția dreptei {\displaystyle {\overline {QP}}\,} cu E. Ca și în cazurile precedente, proiecția stereografică este una conformă și inversabilă cu excepția unui set mic de puncte. Proiecția stereografică prezintă hipersuprafața cuadrică ca o hipersuprafață rațională. Această construcție are aplicații în geometria algebrică și geometria conformă.

## Proprietăți
Proiecția ecuatorială plasează polul sud (0, 0, −1) a sferei unitate pe planul de proiecție la (0, 0), ecuatorul pe cercul unitate, emisfera sudică în interiorul cercului iar cea nordică în exteriorul cercului.
Pentru punctul de proiecție N = (0, 0, 1) proiecția nu este definită. Vecinătățile apropiate ale acestui punct sunt proiectate în zone ale planului departe de (0, 0). Cu cât un punct din P este mai aproape de (0, 0, 1), cu atât imaginea sa este mai îndepărtată de (0, 0) în plan. Din acest motiv se spune că (0, 0, 1) este proiectat în plan „la infinit”, și despre sferă ca o completare a planului prin adăugarea acestui punct de la infinit. Această noțiune își găsește aplicații în geometria proiectivă și analiza complexă. La un nivel topologic, acesta ilustrează modul în care sfera prin compactarea cu un punct devine homeomorfă cu planul.
În coordonate carteziene un punct P(x, y, z) de pe sferă și imaginea sa P'(X, Y) din plan sunt sau ambele puncte raționale sau ambele nu:
{\displaystyle P\in \mathbb {Q} ^{3}\iff P'\in \mathbb {Q} ^{2}}
Proiecția stereografică este conformă, ceea ce înseamnă că conservă unghiurile la care curbele se intersectează (vezi figurile). Pe de altă parte, proiecția stereografică nu conservă aria; în general, aria unei regiuni a sferei nu este egală cu aria proiecției sale pe plan. Elementul de zonă este dat la coordonatele (X, Y) de
{\displaystyle dA={\frac {4}{(1+X^{2}+Y^{2})^{2}}}\;dX\;dY.}
De-a lungul cercului unitate, unde {\displaystyle X^{2}+Y^{2}=1,\,} nu există o deformare a zonei alăturate, oferind un factor de scară de 1. Aproape de (0, 0) zonele sunt deformate (micșorate) cu un factor de 4, iar zonele apropiate de infinit sunt deformate cu factori arbitrar de mici.
Metrica este dată la coordonatele (X, Y) de
{\displaystyle {\frac {4}{(1+X^{2}+Y^{2})^{2}}}\;(dX^{2}+dY^{2}),}
care este unica formulă care există în Habilitationsschrift (română Lucrare de abilitare = teză de doctorat) a lui Bernhard Riemann despre fundamentele geometriei, cu titlul Über die Hypothesen welche der Geometrie zu Grunde liegen (română Despre ipotezele pe care se bazează geometria) susținută în 1854 la Göttingen.
Nicio hartă a unei sfere pe un plan nu poate fi atât conformă, cât și să conserve ariile. Dacă ar fi, atunci ar fi o izometrie locală și ar păstra curbura Gaussiană. Sfera și planul au curburi gaussiene diferite, deci acest lucru este imposibil.
Cercurile de pe sferă care nu trec prin punctul de proiecție sunt proiectate ca cercuri și în planul de proiecție. Cercurile care trec prin punctul de proiecție sunt proiectate în planul de proiecție ca drepte. Uneori aceste drepte sunt considerate cercuri care trec printr-un punct la infinit, adică cercuri cu rază infinită.
Atunci când sunt transformate în cercuri pe sferă prin inversa proiecției stereografice, toate dreptele din plan se întâlnesc în punctul de proiecție. Dreptele paralele, care nu se intersectează în plan, sunt transformate în cercuri tangente în punctul de proiecție. Dreptele care se intersectează în plan sunt transformate în cercuri care se intersectează în două puncte ale sferei, dintre care unul este punctul de proiecție. (Observații similare sunt valabile pentru planul proiectiv real, dar relațiile de intersecție sunt diferite acolo.)

## Rețeaua Wulff

Generarea unei rețele Wulff (în cercul roșu) printr-o proiecție stereografică cu centrul „C” și planul de proiecție

Rețeaua Wulff folosită pentru proiecții stereografice executate manual

Proiecțiile stereografice pot fi realizate cu un calculator folosind formulele explicite de mai sus. Însă pentru trasarea manuală aceste formule sunt laborioase. Practic se utilizează o hârtie cu un caroiaj conceput special pentru această sarcină. Această hârtie milimetrică specială este numită în literatura în limba engleză stereonet sau Wulff net, după mineralogul rus George Wulff.
Rețeaua Wulff prezentată este proiecția stereografică a paralelelor și meridianelor de pe o emisferă a Pământului, centrată într-un punct de pe ecuator și poate reprezenta o emisferă, cum ar fi cea estică sau cea vestică.
Pe figură se pot vedea distorsiunile ariilor într-o proiecție stereografică prin compararea unui pătrat al grilei din apropierea centrului rețelei cu unul în extrema dreaptă sau stânga. Cele două pătrate reprezintă zone egale pe sferă. Pe disc, cele de pe margini au de aproape patru ori suprafața celor din mijloc. Cu cât grila este mai fină, cu atât acest raport se apropie de 4.
În rețeaua Wulff imaginile paralelelor și meridianelor se intersectează în unghi drept. Această proprietate de ortogonalitate este o consecință a proprietății de conservare a unghiuor într-o proiecție stereoscopică. (În proiecția stereoscopică proprietatea de conservare a unghiurilor este mai generală decât intersecția perpendiculară a liniilor acestui caroiaj. Nu toate proiecțiile care păstrează ortogonalitatea acestui caroiaj conservă toate unghiurile.)

Pașii 1-4 la reprezentarea unui punct într-o rețea Wulff

La reprezentarea manuală se folosesc două exemplare identice ale rețelei Wulf una deasupra celeilalte, cea de deasupra fiind (semi)transparentă și aliniate cu un ac în centrul lor. Fie P un punct ale cărui coordonate sferice sunt (140°, 60°) și ale cărui coordonate carteziene sunt (0,321, 0,557, –0,766). Acest punct se află pe o linie orientată 60° în sens invers acelor de ceasornic de la axa pozitivă x (sau 30° în sensul acelor de ceasornic de la axa pozitivă y) și 50° sub planul orizontal z = 0. Odată ce aceste unghiuri sunt cunoscute, se fac patru pași pentru trasarea P:
1. Utilizând liniile de rețea, care în figurile de aici sunt distanțate la 10°, se marchează punctul de pe marginea rețelei de sus, care este la 60° în sens invers acelor de ceasornic de la punctul (1, 0) (sau la 30° în sensul acelor de ceasornic de la punctul (0, 1)).
2. Se rotește rețeaua de sus până când acest punct este aliniat cu (1, 0) de pe rețeaua de jos.

1. Folosind liniile de pe rețeaua de jos, se marchează punctul care este la 50° spre centru din acel punct.
2. Se rotește rețeaua de sus invers decât la pasul 2 pentru a o alinia cu rețeaua inferioară. Punctul marcat la pasul 3 este proiecția dorită.

Pentru a trasa alte puncte, ale căror unghiuri nu sunt numere rotunde precum 60° și 50°, se face o interpolare vizuală între cele mai apropiate linii ale grilei. Uzual se folosesc rețele caroiate mai fin de 10°, frecvent la 2°.